# Sistematika beskralježnjaka
U mnogostanične beskralješnjake ubrajamo sljedeće taksone:
Životinjsko carstvo (Animalia) 
- Podcarstvo Mnogostaničari (Metazoa)
  - Odjeljak Parazoa
    - Koljeno spužve (Porifera)
    - Koljeno Placozoa

  - Odjeljak [[Eumetazoa]]
    - Pododjeljak mješinci (Coelenterata) 
      - Koljeno žarnjaci (Cnidaria)
      - Koljeno Ctenophora

    - Pododjeljak bilateralne životinje, (Bilateria)
      - Grupa koljena Protostomia
        - Natkoljeno Chaetognatha
        - Natkoljeno Platyzoa
          - Koljeno plošnjaci (Plathelminthes)
          - Koljeno Gastrotricha
          - Koljeno Gnathostomulida
          - Koljeno Micrognathozoa
          - Koljeno Kolnjaci (Rotifera, Rotatoria)
          - Koljeno Cycliophora
          - Koljeno Acanthocephala

        - Natkoljeno Ecdysozoa
          - Koljeno Priapulida
          - Koljeno Loricifera
          - Koljeno Kinorhyncha
          - Koljeno oblići (Nematoda)
          - Koljeno Nematomorpha
          - Koljeno Dugoživci (Tardigrada)
          - Koljeno Crvonošci (Onychophora)
          - Koljeno člankonošci (Arthropoda) 
            - Potkoljeno Rakovi (Crustacea)
              - Cephalocarida
              - Remipedia
              - Branchiopoda
              - viši rakovi (Malacostraca)
              - Maxillopoda
              - Pentastomida

            - Potkoljeno Kliještari (Chelicerata)
              - Krakači (Pycnogonida)
              - Paučnjaci (Arachnida)
              - Praklještari (Merostomata)

            - Potkoljeno Uzdušnjaci (Tracheata)
              - Nadrazred Stonoge (Myriapoda)
                - Strige (Chilopoda)
                - Kratkonošci (Symphyla)
                - Prave stonoge često i dvojenoge (Diplopoda)
                - Malonošci (Pauropoda)

              - Nadrazred Heksapodi (Hexapoda)
                - kukci (Insecta)
                - Dvorepci (Diplura)
                - Bezrepci (Protura)
                - Skokuni (Collembola)

        - Natkoljeno Lophotrochozoa
          - Koljeno Kolutićavci (Annelida) 
            - Clitellata
            - Polychaeta

          - Koljeno Mekušci (Mollusca) 
            - Potkoljeno Aculifera
              - Polyplacophora
              - Aplacophora

            - Potkoljeno Conchifera
              - Monoplacophora
              - Puževi (Gastropoda)
              - Scaphopoda
              - Školjke (Bivalvia)
              - Glavonošci (Cephalopoda)

          - Koljeno Vrpčari (Nemertea)
          - Koljeno Potkovnjaci (Phoronida)
          - Koljeno Entoprocta
          - Koljeno Mahovnjaci (Bryozoa)
          - Koljeno Štrcaljci (Sipuncula)
          - Koljeno Zvjezdani (Echiura)
          - Koljeno Progonophora
          - Koljeno Ramenonošci (Brachiopoda)

      - Natkoljeno Deuterostomia
        - Koljeno Žiroglavci (Hemichordata)
        - Koljeno bodljikaši (Echinodermata) 
          - Potkoljeno Pelmathozoa
          - Potkoljeno Eleutherozoa

        - Koljeno Svitkovci (Chordata) 
          - Potkoljeno Plaštenjaci (Urochordata/Tunicata)
          - Potkoljeno Bezlubanjci (Cephalochordata, Acrania)